# Shuswap Country
Das Shuswap Country, oder einfach The Shuswap (ˈʃuːʃwɑːp), in der Sprache der Secwepemctsín Secwepemcúl̓ecw, ist ein in der kanadischen Provinz British Columbia geläufiger Begriff für das Umland des Shuswap Lake. 

## Etymologie
Der Name Secwepemcúl̓ecw, die Heimat der Secwepemctsín, wurde der Region von den Shuswap gegeben. Der Name esxistiert auch im Secwepemcékst, einer Plateau-Gebärdensprache.

## Lage
Die höher gelegenen Bereiche des Einzugsgebiets südöstlich des Sees und nordöstlich des Okanagan Valley werden im Allgemeinen eher letzterem oder dem Monashee Country zugeordnet. Grob definiert beginnt das Shuswap Country im Westen mit der Stadt Chase, am Little Shuswap Lake gelegen. Westlich davon erstreckt sich der südliche Teil des Thompson Country. Das Shuswap Country umfasst auch den Adams Lake nordwestlich des Sees und die Gemeinden im Gebiet des Eagle River bis hin nach Craigellachie und/oder Three Valley Gap am höchsten Punkt des Eagle Pass. Jenseits desselben ostwärts liegt das Columbia Country.

## Siedlungen und Städte
- Chase
- Enderby (British Columbia) (auch als Teil des Okanagan Country betrachtet)
- Falkland
- Grindrod (auch als Teil des Okanagan Country betrachtet)
- Salmon Arm
  - Canoe
- Sicamous
- Malakwa
- Celista
- Scotch Creek
- Sorrento
- Seymour Arm

## Verwendung
Shuswap wird oft in Kombinationen verwendet: 
- Kamloops-Shuswap, ehemaliger Wahlbezirk
- Columbia-Shuswap, einer der Regional Districts, von denen das Gebiet Teil ist
- Okanagan-Shuswap oder Shuswap-Okanagan, ein aktueller Wahlbezirk